# ウィリアム・ソー
ウィリアム・ソー（蘇 永康、William So、1967年9月24日 - ）は、香港の歌手、俳優。籍貫は広東新会会城（現：江門市新会区）。ゴールド・タイフーン・エンターテインメント所属（過去にはキャピタル・アーティスト所属）。
1985年に、第4回ニュー・タレント歌唱試合に参加し優秀賞を獲得したあと、キャピタル・アーティストの契約に署名して会社の歌手・俳優になった。
1989年に、初の広東語アルバム「失眠」でデビュー。1995年には初の北京語アルバム「蘇永康 So Nice」をリリース。

## 音楽作品

### アルバム
- 1989年：失眠
- 1990年：不要離開我
- 1993年：生命色彩
- 1994年：So Clean
- 1994年：SO 蘇永康
- 1994年：MINI SO 蘇永康
- 1995年：最深刻的愛
- 1995年：蘇永康 So Nice（北京語アルバム）
- 1995年：假使有日能忘記
- 1996年：紅式
- 1996年：愛上一個人永遠不會太遲（北京語アルバム）
- 1996年：So Best
- 1997年：Live So Nice 蘇永康的原聲帶
- 1997年：情來自有康
- 1997年：蘇永康好音樂宣言
- 1997年：愛似狂潮（盲人）（北京語アルバム）
- 1997年：獨立宣言
- 1997年：SO 精彩第一次 LIVE
- 1998年：蘇永康宣言精選
- 1998年：解脫書（北京語アルバム）
- 1998年：Nice So Nice（北京語アルバム）
- 1998年：不想獨自快樂
- 1998年：加州紅越唱越開心
- 1999年：So Nice 精選集1（北京語アルバム）
- 1999年：越唱越開心コンサートカラオケ
- 1999年：愛一個人好難（北京語アルバム）
- 1999年：蘇永康的化妝間
- 2000年：因為愛你
- 2000年：蘇情時間（北京語アルバム）
- 2000年：Soul Jazz
- 2000年：樂人谷 So Good Show
- 2000年：2000年最佳男女聲第一集
- 2001年：意猶未盡
- 2001年：悲傷止步（北京語アルバム）
- 2002年：康定情歌
- 2002年：Super Nice（北京語アルバム）
- 2002年：蘇永康定情歌コンサート
- 2002年：Super Nice 精選集3（北京語アルバム）
- 2003年：笑下去（新歌+精選）
- 2003年：So Fresh（北京語アルバム）
- 2003年：香港安康コンサート2003（CD+VCD+DVD）
- 2004年：廉價情歌（新歌+精選）
- 2006年：愛音樂三人行
- 2008年：擁抱（北京語アルバム）
- 2008年：So I Say

## 出演作品

### テレビドラマ
- 1986年：『高材生』
- 1987年：『成吉思汗』 - 三察 役
- 1987年：『男兒本色』
- 1987年：『鐳射青春』
- 1988年：『飛躍霓裳』
- 1988年：『不再少年時』
- 1990年：『又是冤家又聚頭』
- 1992年〜1997年：『壹號皇庭』
- 1994年：『Catwalk 俏佳人』
- 1998年：『妙手仁心』
- 2002年：『百分百感覺冬日戀曲』（ウェブドラマ）
- 2002年：『百分百感覺』（ウェブドラマ）
- 2002年：『騎呢大狀』
- 2002年：『西遊記』（ゲスト）
- 2004年：『新九品芝麻官』
- 2004年：『俠醫傳奇』
- 2004年：『カンフーサッカー』（ゲスト）
- 2006年：『深情密碼』（Silence）（ゲスト）（台湾中視、東森ドラマチャンネル、香港TVBペイ・ヴィジョン）
- 2006年：『讓愛自由』
- 2007年：『笨小孩』（ATV）
- 2008年：『盛裝舞步愛作戰』（ゲスト）
- 2008年：『法網群英』（ATV）
- 2008年：『中環女人』（ATV）

### 映画
- 1994年：『殺手的童話』
- 1996年：『廢話小說』
- 1999年：『君のいた永遠(とき)』
- 1999年：『星願 あなたにもういちど』
- 2000年：『跑馬地的月光』
- 2001年：『七號差館』（ゲスト）
- 2001年：『恋愛ベーカリー』
- 2001年：『月滿抱西環』
- 2002年：『行運超人』（ゲスト）
- 2003年：『六樓后座』 - 康sir 役
- 2004年：『マジック・キッチン』（ゲスト）
- 2008年：『我的最愛』（ゲスト）

### バラエティ番組
- 2008年6月24日：『康熙來了』ゲスト出演：ウィリアム・ソー、ロナルド・チェン
- 2008年7月11日：『超級星光大道』Touch人心挑戦賽
- 2008年7月25日：『超級星光大道』偶像合唱抗壓賽（ペギー・リンと共に合唱）